# Santiago Tlatepusco
Santiago Tlatepusco är en ort i Mexiko.   Den ligger i kommunen San Felipe Usila och delstaten Oaxaca, i den sydöstra delen av landet, 300 km sydost om huvudstaden Mexico City. Santiago Tlatepusco ligger 290 meter över havet och antalet invånare är 567.
Terrängen runt Santiago Tlatepusco är bergig söderut, men norrut är den kuperad. Santiago Tlatepusco ligger nere i en dal. Runt Santiago Tlatepusco är det ganska glesbefolkat, med 21 invånare per kvadratkilometer. Närmaste större samhälle är San Felipe Usila, 7,0 km norr om Santiago Tlatepusco. I omgivningarna runt Santiago Tlatepusco växer i huvudsak städsegrön lövskog.